# Spondias purpurea
 (mai 2015).
Si vous disposez d'ouvrages ou d'articles de référence ou si vous connaissez des sites web de qualité traitant du thème abordé ici, merci de compléter l'article en donnant les références utiles à sa vérifiabilité et en les liant à la section « Notes et références ».
Espèce
Classification phylogénétique
Le prunier d'Espagne, mombin rouge ou encore cirouelle (Spondias purpurea) est un arbre tropical américain de la famille des Anacardiaceae que l'on rencontre du Mexique jusqu'au Brésil(où on l'appelle ciriguela) et au Pérou, en passant par le Panama.
L'arbre a été introduit aux Bahamas et sur d'autres îles des Caraïbes, où il s'est naturalisé. Le même processus s'est produit aux Philippines.

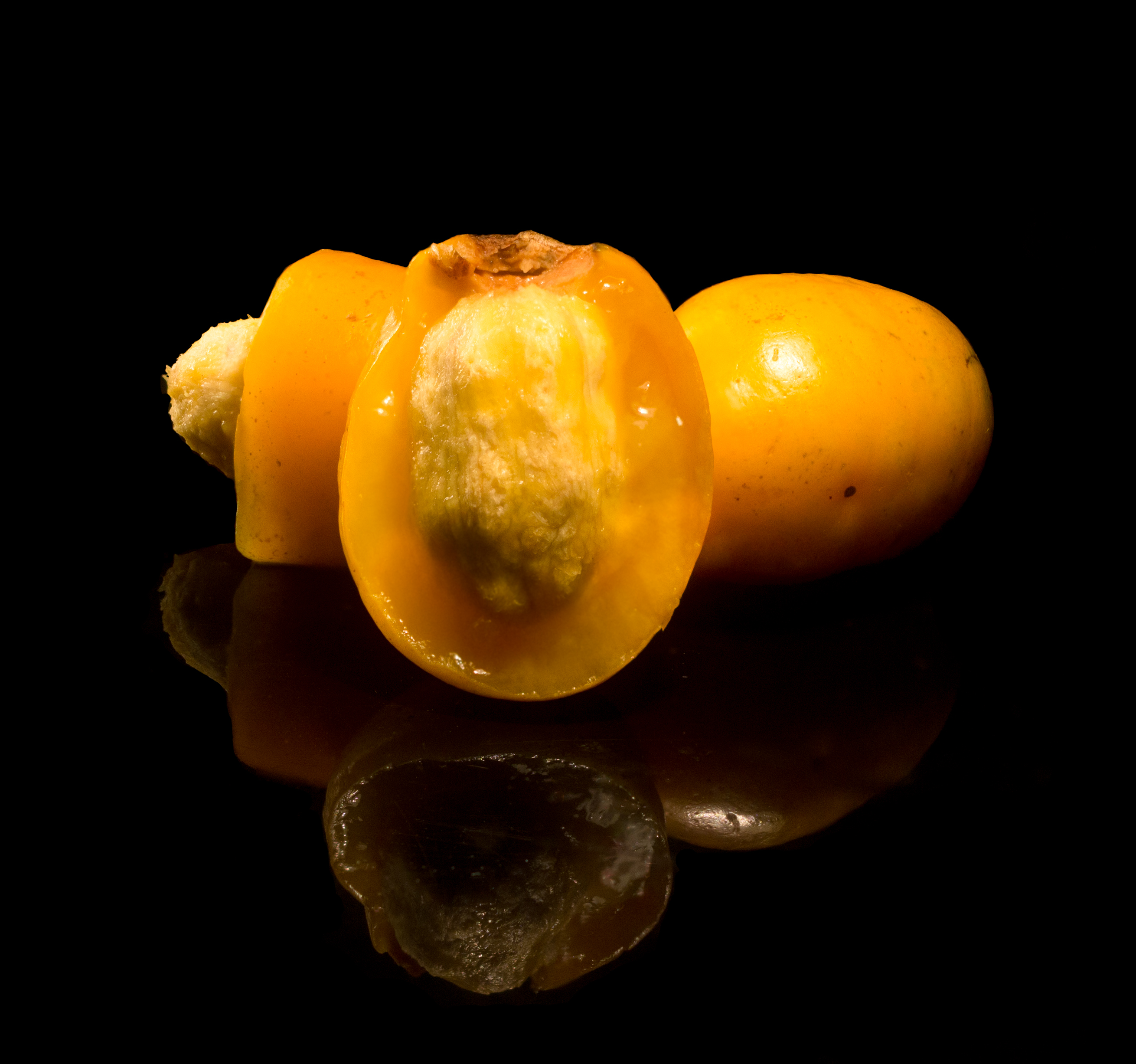
Fruits jaunes du prunier d'Espagne.

On consomme ses fruits : les prunes d'Espagne ou mombins rouges ; ce sont des drupes rouge-verdâtre ovoïdes, de la taille d'un petit citron. Il existe une variété à petits fruits jaunes, Spondias purpurea var. lutea, la prune du Chili.